# سونی آلفا ۸۵۰
سونی آلفا ۸۵۰ (به انگلیسی: Sony Alpha 850) یک دوربین عکاسی ساخت شرکت سونی است.